# Севанский хребет
Сева́нский хребе́т (арм. Սևանի լեռնաշղթա) / Шахда́гский хребе́т (азерб. Şahdağ silsiləsi — хребет Шахдаг или Шах-даг) — горный хребет в системе Малого Кавказа, расположенный на границе Азербайджана и Армении. Хребет тянется вдоль северо-восточного берега озера Севан.

## Описание
Длина хребта составляет около 70 км, высота до 3367 м над уровнем моря.
Высочайшие вершины хребта — Гиналдаг, Коджадаг, Караархач, Алагёлляр, Шахдаг.
Сложен вулканогенными породами, песчаниками.
На северо-восточном склоне хребет покрыт широколиственными лесами, на южном — преимущественно горные степи, на гребне — высокогорные луга.